# Ferrovia Torrebelvicino-Schio
La ferrovia Torrebelvicino-Schio era una breve ferrovia di raccordo a scartamento ridotto che collegava gli opifici di tessitura Rossi di Torrebelvicino con la stazione ferroviaria di Schio. La tratta faceva parte della più lunga relazione Torrebelvicino-Schio-Rocchette-Arsiero che univa le zone sede dei vari importanti opifici tessili del tempo.

## Storia
La breve ferrovia venne progettata alla fine degli anni settanta del XIX secolo nell'ambito delle iniziative di sviluppo industriale tessile nell'alto vicentino promosse e realizzate da Alessandro Rossi. Questi era già stato il promotore del collegamento tra Schio e Vicenza, con lo scopo di allacciamento alla importante relazione Milano-Venezia in funzione dal 1846 fino a Venezia e dal 1876 fino a Milano; tale proseguimento avrebbe consentito anche un più ampio sviluppo di mercato nel settore tessile.
Venne costruita dalla società Ferrovie Economiche di Schio, costituita principalmente con capitali locali e partecipazione della Società Veneta e messa in esercizio il 16 marzo 1885 contemporaneamente alle tratte Schio-Rocchette e Rocchette-Arsiero; passò poi alle Ferrovie Nord Vicenza. Ebbe tuttavia una funzione preminentemente pendolare, quindi con poche prospettive di sviluppo di traffico. Il 30 novembre 1925 furono sospese le corse a causa del fallimento della società che la gestiva e il 31 dicembre 1925 fu dismessa definitivamente.

## Percorso
| Unknown route-map component "exENDEa" |

| Unknown route-map component "exBHF" |

| Unknown route-map component "exHST" |

| Unknown route-map component "exhKRZWae" |

| Unknown route-map component "exHST" |

| Unknown route-map component "KBHFxa" |

| Unknown route-map component "CONTgq" | Unknown route-map component "ABZrxl" | Unknown route-map component "exCONTfq" |

Partiva dall'interno del lanificio Rossi a Torrebelvicino raggiungendo la stazione di Torrebelvicino, posta vicino alla chiesa, poi la fermata di Pievebelvicino, in prossimità del ponte stradale sul torrente Leogra. La linea quindi proseguiva sempre sulla sinistra orografica del torrente Leogra, passava un piccolo ponte sul torrente Gogna, poi presso il Quartiere Nuovo si raccordava con il lanificio Rossi di Schio e, arrivando parallela ai binari provenienti da Thiene, terminava alla stazione di Schio.

## Locomotive e rotabili
Furono utilizzate le seguenti locomotive a vapore:
- di costruzione Cerimedo & C., rodiggio 0-2-0-t;
- di costruzione Henschel & Sohn, rodiggio 0-2-0-k;
- di costruzione Krauss, con rodiggio 0-3-0-t.

## Stato attuale
È rimasto solo il percorso, trasformato in strada asfaltata, detta appunto "la ferrata", dall'ex piazzale della stazione (di Torrebelvicino, in prossimità della chiesa) all'ingresso del Nuovo Quartiere Operaio di Schio vicino all'incrocio con via Fusinieri.